# Tim Friede

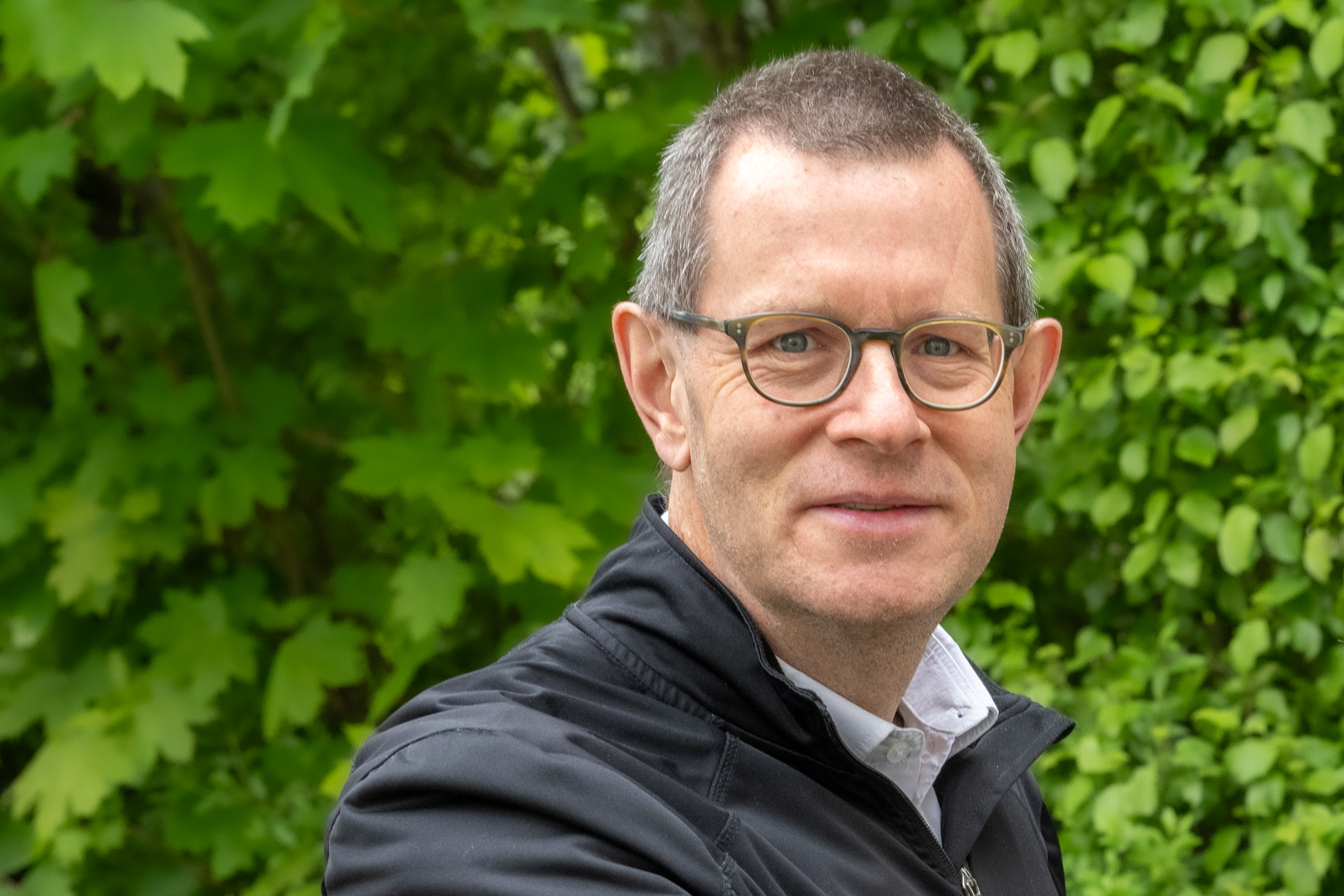
Tim Friede 2024

Tim Friede (* 31. Dezember 1971 in Oldenburg (Oldb)) ist ein deutscher Statistiker und Universitätsprofessor an der Universitätsmedizin Göttingen. Er leitet dort seit 2010 das Institut für Medizinische Statistik. Er war von 2015 bis 2017 der Präsident der Deutschen Region der Internationalen Biometrischen Gesellschaft (IBS-DR) und von 2019 bis 2022 Vorsitzender der Deutschen Arbeitsgemeinschaft Statistik (DAGStat).

## Leben
Tim Friede wuchs in Geesthacht auf. Nach dem Abitur 1991 am Otto-Hahn Gymnasium in Geesthacht studierte er Mathematik an der Carl von Ossietzky Universität Oldenburg und der Universität Karlsruhe (TH) und schloss dieses als Diplom-Mathematiker ab. Anschließend wurde er zum Dr.sc.hum. bei Meinhard Kieser und Norbert Victor an der Medizinischen Fakultät der Universität Heidelberg mit der Arbeit Methoden zur Bestimmung der Fallzahl in klinischen Studien mit interner Pilotstudie promoviert. Im Januar 2001 wechselte er zunächst als NHS Training Fellow in Medical Statistics und später als Lecturer in Biostatistics an das Department of Mathematics and Statistics der Lancaster University. Von 2004 an arbeitete er bei der Novartis Pharma AG in Basel, bevor er im Herbst 2006 an die Warwick Medical School als Associate Professor of Medical Statistics wechselte.

## Forschungsschwerpunkte
Tim Friedes methodische Forschungsinteressen liegen in der klinischen Biostatistik mit Schwerpunkten zu Designs für klinische Studien (insbesondere flexible adaptive Designs und Fallzahl-Rekalkulationen), zur generalisierten Evidenzsynthese (inkl. systematische Reviews und Meta-Analysen) und Anwendungen in seltenen Erkrankungen und der kardiovaskulären Medizin.
Er ist Studienstatistiker einer Vielzahl klinischer Studien.

## Schriften (Auswahl)
- Anker, S. D., Friede, T., von Bardeleben, R. S., Butler, J., Khan, M. S., Diek, M., … , Ponikowski, P. (2024). Transcatheter valve repair in heart failure with moderate to severe mitral regurgitation. New England Journal of Medicine.
- Friede, T.,  Kieser, M. (2006). Sample size recalculation in internal pilot study designs: a review. Biometrical Journal: Journal of Mathematical Methods in Biosciences, 48(4), 537-555.
- Friede, T., Röver, C., Wandel, S.,  Neuenschwander, B. (2017). Meta‐analysis of few small studies in orphan diseases. Research Synthesis Methods, 8(1), 79-91.
- Kieser, M.,  Friede, T. (2007). Planning and analysis of three‐arm non‐inferiority trials with binary endpoints. Statistics in medicine, 26(2), 253-273.
- Konietschke, F., Friede, T., Pauly, M. (2019). Semi‐parametric analysis of overdispersed count and metric data with varying follow‐up times: Asymptotic theory and small sample approximations. Biometrical Journal, 61(3), 616-629.
- Mütze, T., Konietschke, F., Munk, A.,  Friede, T. (2017). A studentized permutation test for three‐arm trials in the ‘gold standard’design. Statistics in Medicine, 36(6), 883-898.
- Thurow, M., Welz, T., Knop, E., Friede, T.,  Pauly, M. (2024). Robust confidence intervals for meta-regression with interaction effects. Computational Statistics, 1-24.

## Auszeichnungen
Tim Friede wurde mehrfach international ausgezeichnet:
- 2024: Susanne-Dahms-Medaille für herausragende Leistungen für die Internationale Biometrische Gesellschaft und ihre Deutsche Region (IBS-DR)[7]
- 2023: David-Sackett Preis des Evidence Based Medicine Netzwerkes für das Projekt UTI-IPD
- 2012: Paul-Martini-Preis zur Förderung der Entwicklung wissenschaftlicher Methoden zur Beurteilung klinisch-pharmakologischer und therapeutischer Maßnahmen der Deutschen Gesellschaft für Medizinische Informatik, Biometrie und Epidemiologie (GMDS) gemeinsam mit Dr. Heinz Schmidli (Novartis Pharma AG, Basel, Schweiz)[8]
- 2001: Nachwuchsförderpreis der Deutschen Region der Internationalen Biometrischen Gesellschaft (IBS-DR)[9]
- 1999: Förderpreis der GMDS[10]

## Herausgeberschaften
- European Journal of Heart Failure (seit 2024 Mitherausgeber)
- Statistics in Medicine (seit 2021 Mitherausgeber)
- ESC Heart Failure (seit 2019 Mitherausgeber)
- The Annals of Applied Statistics (seit 2018 Mitherausgeber)
- PLOS ONE (2013–2020: Academic Editor / Herausgeber),
- Biometrical Journal (seit 2012 Mitherausgeber)
- BMC Medical Research Methodology (2011–2016 Mitherausgeber)
- Biometrical Journal (2009–2011 Herausgeber)
- Drug Information Journal (2003–2011: Mitherausgeber)

## Weitere Aktivitäten
- Seit 2024: Mitglied der Fachkollegien der Deutschen Forschungsgemeinschaft für das Fach 2.22-01 „Epidemiologie und Medizinische Biometrie/Statistik“ im Fachkollegium 2.22 „Medizin“
- Seit 2024: Vorsitzender des Representative Council, Internationale Biometrische Gesellschaft (IBS)
- Seit 2022: Vorstand, European Association for Data Science (EuADS)
- Seit 2021: Gewähltes Mitglied, Society for Research Synthesis Methodology (SRSM)
- Seit 2021: Mitglied des Fachausschusses „Krebs-Therapiestudien“ der Deutschen Krebshilfe
- Seit 2021: Mitglied der Begutachtungsgruppe „Klinische Studien“ der Deutschen Forschungsgemeinschaft (DFG)
- Seit 2021: Representative Council, Internationale Biometrische Gesellschaft (IBS)
- Seit 2019: Stellvertretendes Mitglied im Wissenschaftlichen Beirat beim Klinischen Krebsregister Niedersachsen (KKN)
- Seit 2017: Leiter der Präsidiumskommission „Methodenaspekte in der Arbeit des IQWiG und IQTIG“
- Seit 2015: Mitglied der Deutschen Gesellschaft für Kardiologie (DGK) sowie dort Mitglied im Ausschuss Bewertungsverfahren
- 2014–2018: Vize-/Präsident, Deutsche Region der Internationalen Biometrischen Gesellschaft (IBS-DR)
- Seit 2012: Principal Investigator im Deutschen Zentrum für Herz-Kreislauf-Forschung (DZHK)
- 2008–2015: Mitglied im Editorial Advisory Committee, Internationale Biometrische Gesellschaft (IBS)
- 2008–2013: Mitglied des internationalen Beirates, Internationale Biometrische Gesellschaft (IBS)
- 2005–2009: Mitglied des Beirates, Deutschen Region der Internationale Biometrische Gesellschaft (IBS)